# Seks

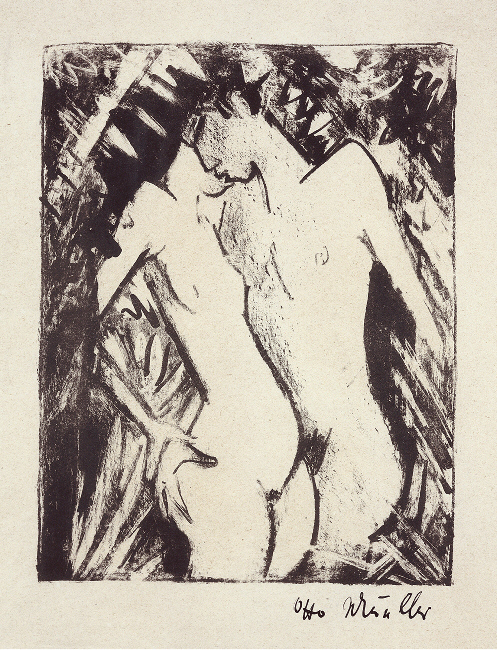
Seks to całość życia erotycznego człowieka

Seks (łac. sexus, płeć) – ogół zachowań wynikających z popędu płciowego i mających na celu zaspokojenie indywidualnych potrzeb seksualnych człowieka; potocznie: stosunek płciowy, w tym także seks oralny lub analny. Zachowania seksualne mogą zachodzić przy kontakcie dwóch osób płci przeciwnej (o orientacji heteroseksualnej lub biseksualnej) lub tej samej płci (o orientacji homoseksualnej lub biseksualnej), a także przy kontakcie grupy ludzi (zob. seks grupowy), o tej samej lub różnej płci (zob. poliamoria).

## Zachowania seksualne
Statystyki wskazują, że tylko pięć procent ludzi kocha się codziennie, a co czwarta osoba – raz w tygodniu. Oprócz stosunków płciowych, ludzi cechuje też wiele innych zachowań seksualnych. Zaliczają się do nich:
- uwodzenie – zachowanie mające na celu wzbudzenie zainteresowania drugiej osoby bez użycia przemocy
- gra wstępna – zachowania intymne pomiędzy dwiema lub więcej osobami mające na celu osiągnięcie podniecenia
- seks bez penetracji – kontakty seksualne bez wprowadzania prącia do pochwy, ust lub odbytu
- masturbacja – pobudzanie własnych narządów płciowych w celu osiągnięcia orgazmu
- autoerotyzm – różne zachowania przeprowadzane w pojedynkę przynoszące zaspokojenie seksualne

## Kwestie terminologiczno-pojęciowe
Pojęcie seksu jest wieloznaczne, a jego znaczenie zmieniało się na przestrzeni wieków. Samo słowo wywodzi się z łacińskiego rzeczownika sexus, oznaczającego płeć biologiczną. W późnej łacinie pojawił się przymiotnik sexualis (w sensie dosłownym: „należący do płci”). Z łaciny słowo przeniknęło do angielskiego, gdzie pojawiło się po raz pierwszy w 1382 roku w tłumaczeniu Biblii Johna Wycliffe’a na oznaczenie płci. Rozszerzenie tego podstawowego znaczenia przypisuje się pisarzowi Johnowi Donne’owi, który w utworze „Songs and Sonnets” z 1631 roku użył słowa sexe dla określenia pożądania seksualnego i miłości fizycznej. W języku polskim najpierw pojawił się przymiotnik seksualny; użyto go w 1914 roku w tłumaczeniu tytułu książki Augusta Forela „Zagadnienia seksualne”. Słowo seks pojawiło się dopiero po II wojnie światowej.
Obecnie najczęściej przyjmowane jest znaczenie, jakie nadano temu słowu w USA jako skrótowi od seksualności (sexuality). Pojęciem tym obejmuje się w różny sposób życie seksualne człowieka, prezentowanie tematyki seksualnej oraz seksualną atrakcyjność, przy czym często używa się tego określenia w kontekście czynności seksualnych i funkcjonowania narządów płciowych. W języku potocznym słowo to w dużym stopniu wyparło częściej dawniej używane w Europie słowo erotyka.
Słownik Języka Polskiego PWN podaje dwa znaczenia pojęcia seks. Według tego Słownika jest to „ogół spraw i czynności związanych z zaspokajaniem popędu płciowego”, albo też słowo to służy do określenia czyjejś atrakcyjności seksualnej.
Encyklopedia PWN definiuje za to seks jako „ogół spraw związanych z życiem płciowym człowieka”,, a także jako „zespół cech wzbudzających pociąg płciowy” oraz „w węższym pot. znaczeniu określenie stosunku płciowego”
Słowo to występuje niekiedy w innych jeszcze znaczeniach, np. Pascal Quignard używa tego słowa na określenie zewnętrznych narządów płciowych – pochwy lub penisa.

## Badania zachowań seksualnych
Badaniem zjawisk związanych z seksualnością człowieka zajmuje się seksuologia, a leczeniem zaburzeń w tej sferze – seksuologia kliniczna. Specjaliści z tego zakresu to seksuolog, androlog i ginekolog oraz psycholog. Naukowe badania zachowań seksualnych mają swój początek w XX wieku.

### Raport Kinseya
Raport, Alfred Kinsey i współpracownicy (Pomeroy, Martin, Gebhart): Sexual behavior in the human male; 1948, Sexual behavior in the human female; 1953
Badaczem, który położył podwaliny pod nowoczesny, naukowy opis zachowań seksualnych był Alfred Kinsey. Kinsey i jego współpracownicy przeprowadzili ponad 10 000 wywiadów z dorosłymi mężczyznami i kobietami, pytając o ich praktyki seksualne (5300 mężczyzn i 5940 kobiet). Zgromadzili oni dane na temat stosunków seksualnych przedmałżeńskich i w małżeństwie, homoseksualizmu, masturbacji i innych form aktywności seksualnej oraz wzorców zachowań seksualnych w zależności od płci, wykształcenia, wyznania i innych czynników socjologicznych. Raport Kinseya zawierał ponad 500 pytań, a z badań wynikało, że 86% dorosłych ludzi żyje w sprzeczności z kodeksem obyczajowym. Badania Kinseya zapoczątkowały przełom kulturowy. W roku 1951 wiedzę z badań Kinseya rozszerzyli antropolog Clellan Ford i psycholog Frank Beach, porównując zachowania seksualne ludzi ze 190 kultur.
Po latach okazało się jednak, że badania, które stały się podstawą raportu Kinseya, były nierzetelne, a dobór próby był szeroko krytykowany w publikacjach naukowych.

#### Niektóre dane z raportu Kinseya
- Seks oralny uprawiało 60% badanych osób[11].
- Do co najmniej jednego stosunku analnego w małżeństwie przyznaje się 11% mężczyzn[11].
- Stosunki przedmałżeńskie 67–98% mężczyzn zależnie od klasy społecznej i 50% kobiet[11].
- Doświadczenia homoseksualne 37% mężczyzn i 13% kobiet[11]. 15% mężczyzn w USA między 16 a 55 rokiem życia ma za sobą doświadczenia homoseksualne stałe bądź okresowe, z czego 18% tyle samo doświadczeń homo- i heteroseksualnych, a 4% to osoby o wyłącznie homoseksualnych przeżyciach[11].
- Do seksu pozamałżeńskiego przyznało się 50% mężczyzn i 26% kobiet[11].
- Do korzystania z usług prostytutek przyznało się 69% mężczyzn[11].
- Masturbacja jest zjawiskiem powszechnym. Uprawia ją 92% mężczyzn i 62% kobiet[11].
- Średnia długość prącia we wzwodzie wynosi 15,5 cm[12], ze średnim odchyleniem 1,96 cm (pomiary wykonywane przez osoby badane). Badania dokonywane przez personel ukazują niższe wyniki – średnia wynosi około 13 centymetrów[13].

### Badania Mastersa i Johnson
Masters & Johnson: Human sexual response; 1966, Human sexual inadequacy; 1970
Virginia Johnson i William Masters pierwsi zbadali zachowania seksualne w laboratorium, objęli nimi 312 mężczyzn i 382 kobiety. Wyniki zostały oparte na 10 000 cykli reakcji seksualnych, badanych elektrodami i przyrządami medycznymi instalowanymi w narządach. Choć badacze starali się dobierać do badań osoby, których zachowanie można traktować jako „przeciętne i zwyczajne”, należy wziąć pod uwagę, że byli to ochotnicy, a zatem osoby być może łatwiej znoszące ekspozycję społeczną.

#### Niektóre dane z badań Mastersa i Johnson
Wiele informacji dotyczących fizjologicznych reakcji człowieka w sferze seksualności pochodzi z opisywanych badań. Nieprawdą okazał się mit o różnicy między orgazmem łechtaczkowym a pochwowym, udowodniono poliorgastyczność kobiet (możliwość przeżycia kilku orgazmów w trakcie jednego zbliżenia) oraz identyczność reakcji fizjologicznych w trakcie masturbacji i stosunku seksualnego. Badania wykazały także, że około 50% małżeństw cierpi z powodu zaburzeń seksualnych, a około 45% rozwodów w USA jest spowodowanych niedopasowaniem seksualnym.

### Inne badania
- Christensena i Carpentera 1962 – H. Christensen i T. Carpenter opublikowali badania transkulturowe, wychodząc z założenia, że rozbieżność między postawami a zachowaniem seksualnym jest ważnym czynnikiem przystosowania lub nieprzystosowania emocjonalnego i seksualnego. Stwierdzono, że rozbieżności między postawami a zachowaniem seksualnym skłaniają się na niekorzyść postaw (zachowanie swobodniejsze od postawy).
- Schofielda 1965 – Mike Schofield przeprowadził w Wielkiej Brytanii badania reprezentatywne postaw i zachowań seksualnych młodzieży. Wynikało z nich, że nieznaczny odsetek młodzieży akceptował stosunki przedmałżeńskie i uprawiał je. Badania panelowe dowiodły, że młodzi Anglicy zachowywali się niezgodnie z własnymi postawami i masowo przeszli inicjację seksualną przed małżeństwem.
- Herthofta 1968
- Schnabla 1972
- Siguscha i Schmidta 1973 – Volkmar Sigusch i Günter Schmidt badali w RFN rozwój socjoseksualny, postawy i zachowania seksualne młodzieży licealnej. Raport ten poddaje rewizji te poglądy, dotyczące postaw seksualnych młodzieży, które nie znajdowały dotychczas oparcia w wynikach badań empirycznych. (...)większość młodzieży nastawia się na założenie małżeństwa i rodziny oraz opowiada za miłością i wiernością seksualną (...) kładzie nacisk na związki uczuciowe, na podłożu których podejmuje stosunki seksualne (...).
- Synteza Iry Reissa – Ira Reiss doszedł do wniosku, że etyka seksualna w wyraźny sposób ewoluuje we wszystkich środowiskach i nowa moralność seksualna jest dziełem młodych. Stwierdza się zmniejszenie poczucia winy oraz konfliktów moralnych związanych z inicjacją, co jest skutkiem wzrostu oświaty medycznej. Nie stwierdza się wśród młodzieży dewaluacji takich pojęć jak miłość, wierność, obyczajowość młodzieżowa zastąpiła dawną monogamię kilku przejściowymi monogamiami przed ślubem, zgodnie z przekonaniami większości młodzieży rygory monogamii, wierności, lojalności obowiązują dopóty, dopóki partnerzy czują się ze sobą dobrze.

## Mitologia seksualna
Seksualność człowieka i związane z nią praktyki bardzo wcześnie w historii cywilizacji i kultur stały się elementem mitów, wierzeń i legend. Wiele kultur podniosło go do rangi zachowań boskich, uświęconych bądź rytualnych, a poszczególne bóstwa miały władać tą sferą ludzkich zachowań. Postacie boskie lub półboskie, jak: Eros czy Pan są tego wyraźnymi przykładami. Wśród ludów prymitywnych często spotykało się obiekty kultu, które miały kształt narządów seksualnych człowieka (patrz: fallicyzm).
W każdej epoce powstawało też i powstaje dalej szereg mitów i legend z tym związanych. Od czasów masowego niewolnictwa z Afryki do Ameryk i Europy narodził się mit potencji seksualnej osób czarnoskórych. Pisze o tym m.in. Lew Starowicz w opracowanym przez niego słowniku. Wedle tego mitu „czarnego kochanka” porównanie zalet białych i czarnych kochanków ma długą tradycję i przechodziło kilka okresów. Pierwszy – od czasu handlu niewolnikami do rewolucji seksualnej lat 60. XX w. – opierał się na uprzedzeniach i stereotypach rasowych. Czarnoskórym przypisywano większe rozmiary członka, bujniejsze życie seksualne, wcześniejszy wiek inicjacji seksualnej, skłonność do orgii, niezwykłą potencję, większe uleganie zmysłowości, a mniejsze normom i zasadom.
Szczegółowe przykazy zachowań i praktyk seksualnych znaleźć można w większości pism wielkich religii świata, jak: judaizm, chrześcijaństwo, islam, hinduizm.

## Ujęcie biologiczne
Z biologicznego punktu widzenia podstawowym celem zachowań seksualnych jest prokreacja, prowadząca do powstania nowego osobnika potomnego.
Wiele gatunków zwierząt, w tym także ludzie, wykazuje zachowania płciowe również poza okresami płodności, dla przyjemności lub podtrzymania bliskich związków ze stałym partnerem.

## Zachowania społeczne

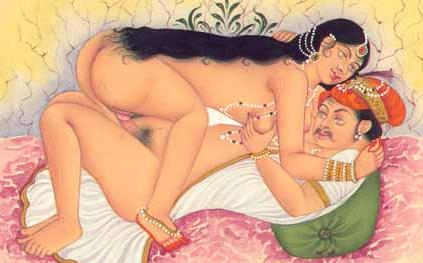
Seksualność to popularny temat w sztuce: ilustracja Kama Sutry.

Popęd seksualny człowieka jest motorem wielu zachowań społecznych, między innymi twórczości artystycznej. Wiele utworów artystycznych jest bardzo silnie nasyconych podtekstami lub jawnymi nawiązaniami erotycznymi (zob. erotyka).
W skrajnej postaci niektóre rodzaje sztuki erotycznej zatracają całkowicie swoją wartość artystyczną i służą wyłącznie wywoływaniu silnego podniecania korzystających z nich osób. Tego typu działalność określa się jako pornografia. Granica między pornografią i erotyką jest jednak bardzo płynna i trudna do ustalenia.

## Zaburzenia na tle seksualnym
Zachowania seksualne odbiegające od normy seksuologicznej należą do kategorii zaburzeń preferencji seksualnych. Trudności seksualne to tzw. dysfunkcje seksualne. Istnieje także osobna kategoria zaburzeń identyfikacji płciowej.
Specjalistami, zajmującymi się zaburzeniami i chorobami związanymi z funkcjonowaniem seksualnym, zajmują się lekarze: ginekolodzy, androlodzy i urolodzy oraz seksuolodzy i psychoseksuologowie. 